# Cepães e Fareja
Cepães e Fareja (oficialmente: União de Freguesias de Cepães e Fareja) é uma freguesia portuguesa do município de Fafe, com 7,39 km² de área e 2152 habitantes (censo de 2021). A sua densidade populacional é 291,2 hab./km².

## História
Foi constituída em 2013, no âmbito de uma reforma administrativa nacional, pela agregação das antigas freguesias de Cepães e Fareja e tem a sede na Rua do Professor Cândido Mota, em Cepães.

## Demografia
A população registada nos censos foi:
| Distribuição da População por Grupos Etários | Distribuição da População por Grupos Etários | Distribuição da População por Grupos Etários | Distribuição da População por Grupos Etários | Distribuição da População por Grupos Etários | Distribuição da População por Grupos Etários |
| -------------------------------------------- | -------------------------------------------- | -------------------------------------------- | -------------------------------------------- | -------------------------------------------- | -------------------------------------------- |
| Antes da agregação                           |                                              |                                              |                                              |                                              |                                              |
| Ano                                          | 0-14 anos                                    | 15-24 anos                                   | 25-64 anos                                   | >= 65 anos                                   | Total                                        |
| 2001                                         | 511                                          | 394                                          | 1233                                         | 329                                          | 2467                                         |
| 2011                                         | 368                                          | 296                                          | 1265                                         | 336                                          | 2265                                         |
| Após a agregação                             |                                              |                                              |                                              |                                              |                                              |
| Ano                                          | 0-14 anos                                    | 15-24 anos                                   | 25-64 anos                                   | >= 65 anos                                   | Total                                        |
| 2021                                         | 284                                          | 256                                          | 1199                                         | 413                                          | 2152                                         |